# Pseudococcobius ancylus
Pseudococcobius ancylus är en stekelart som beskrevs av Prinsloo 2003. Pseudococcobius ancylus ingår i släktet Pseudococcobius och familjen sköldlussteklar. Inga underarter finns listade i Catalogue of Life.